# Ko Mak

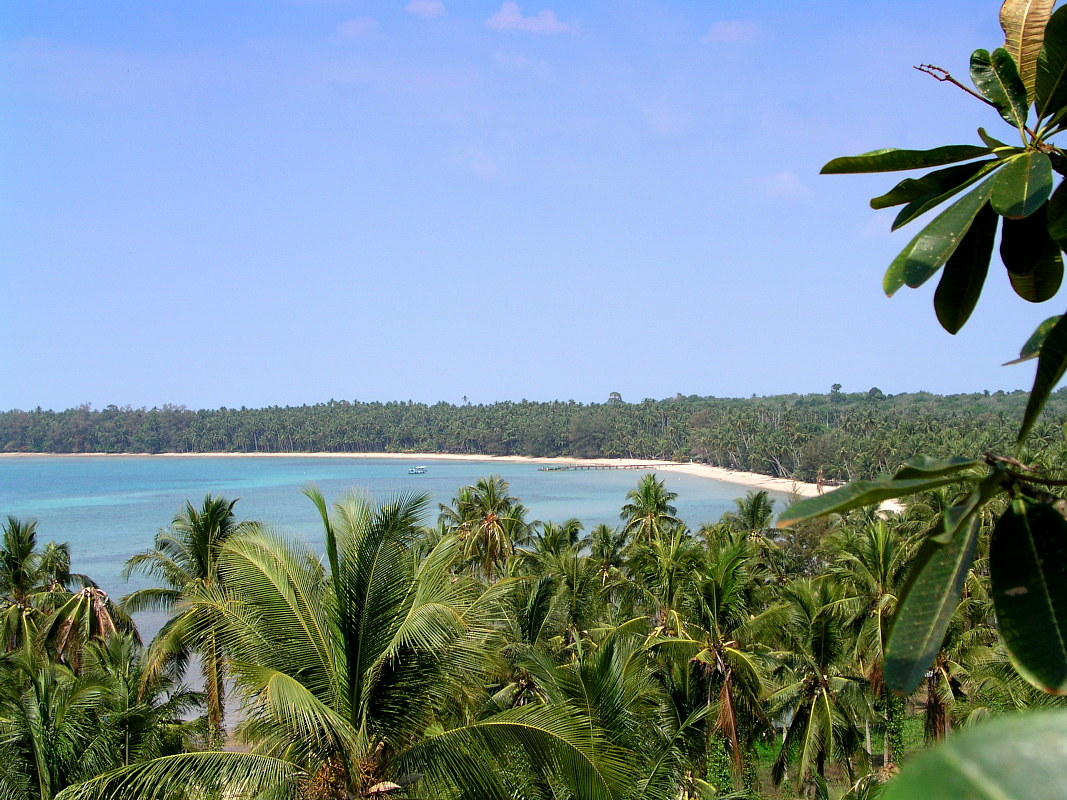
La costa settentrionale.

Ko Mak (chiamata anche Koh Mak) è un'isola della Thailandia orientale, appartenente all'arcipelago di Ko Chang (che conta 189 isole, molte delle quali appartenenti ad aree protette come parchi naturali o riserve marine). Amministrativamente l'isola e tutto l'arcipelago fanno parte della provincia di Trat.
Si trova nel Golfo di Thailandia a circa 20 km dalla costa e a 40 km dalla città di Trat. È raggiungibile dal continente in circa 45 minuti su una barca veloce.
La rivista britannica Sunday Times ha incluso Ko Mak nella classifica delle 10 località più belle del mondo ancora sconosciute al turismo di massa.
Con appena 16 km di estensione, Ko Mak è un'isola prevalentemente pianeggiante, caratterizzata da un tratto collinare interno che non supera i 150 m di altezza sul livello del mare. I circa 360 abitanti sono dediti principalmente alla pesca, alla coltivazione della palma da cocco e del caucciù.
Venduta dal Re Rama V a una ricca famiglia di aristocratici cinesi, l'isola è finora sfuggita al turismo di massa. La famiglia che controlla il 90% dell'isola sta gradualmente consentendo la nascita di un piccolo mercato turistico e immobiliare, orientato soprattutto all'ecoturismo.
Un regolamento ufficiale dell'isola limita le costruzioni ad un'altezza superiore a 3 piani, vieta l'apertura di Go Go Bar e l'uso delle moto d'acqua.